# Discografia Mariei Pietraru
Discografia interpretei de muzică populară Maria Pietraru (1942–1982) este compusă din discuri de vinil înregistrate la firma românească de înregistrări Electrecord din 1966 până în 1984.

## Discuri Electrecord
| An   | Număr catalog    | Piese | Acompaniament                                            |
| ---- | ---------------- | --- | -------------------------------------------------------- |
| 1966 | EPC 522          | Bădișor cu calul sur Frumușei sunt anii mei Bădișor din satul meu Bade-al meu, bade și floare | Orchestra Nicu Stănescu                                  |
| 196? | EPC 810          | Bade-al meu e pădurar Bădișorul meu Dorul meu nu-i călător Sunt o fată frumușică | Orchestra Nicu Stănescu                                  |
| 1968 | EPE 0386         | Eu când am plecat de-acasă | Orchestra Ansamblului Perinița, dirijor Ionel Budișteanu |
| 1984 | EPE 02410        | A1 Dorul meu nu-i călător A2 Bade-al meu e pădurar A3 Bădișorul meu A4 Sunt o fată frumușică A5 Eu când am plecat de-acasă A6 Bădișor cu calul sur A7 Frumușei sunt anii mei B8 Bădișor din satul meu B9 Bade-al meu, bade și floare B10 Printre dealuri, printre vii B11 Așa joacă tinerii B12 Văleu bade B13 Bădiță de pe Siret B14 La poale de codru verde B15 Niciodată ca odată |                                                          |
| 1987 | EPE ST-EPE 03087 | Bade-al meu e pădurar | Orchestra Nicu Stănescu                                  |

## Filmări[5]
| An      | Piese                                                                                      | Acompaniament                                  | Note                    |
| ------- | ------------------------------------------------------------------------------------------ | ---------------------------------------------- | ----------------------- |
| 1971    | Aseară ți-am luat basma Ionel, Ionelule Romanța mea Leliță Ioană                           | Orchestra de muzică populară a lui Damian Luca | Live                    |
| 1977    | Dorul meu nu-i călător                                                                     | Playback                                       | Filmare color           |
| indisp. | Așa joacă tinerii Eu când am plecat de acasă Dorul meu nu-i călător Pe sub frunza plopului | Playback                                       | Filmari alb-negru       |
| indisp. | Așa joacă tinerii                                                                          | Playback                                       | Filmare alb-negru       |
| indisp. | Eu când am plecat de acasă                                                                 | Playback                                       | Filmare color           |
| indisp. | Zi-i bade cu fluiera                                                                       | Live                                           | Filmare alb-negru       |
| 1963    | Dialog muzical cu Tudor Heica                                                              |                                                | Filmare pentru revelion |